# 春日旬
春日 旬（かすが しゅん）は、日本の漫画家。男性。2010年より2013年まで結城浩の小説『数学ガール』のコミカライズを担当。作画を担当した読み切り『妄想受信探偵カケル』が第1回マンガノ大賞で準大賞を受賞した。

## 作品リスト

### 連載
- あねとむち（『コミックフラッパー』2008年6月号 - 2009年3月号）
- 数学ガール フェルマーの最終定理（原作：結城浩、『コミックフラッパー』2010年10月号 - 2013年5月号）
- ぼくの妹さん！（『COMICすもも』→『WEBコミックハイ!』2010年 - 2013年）
- アイドルな彼女とヲタクな僕と（原作：丸木戸サトシ、『月刊ヤングチャンピオン烈』2014年No.6[3] - 2016年No.11[4]）
- 女魔王様はゆうしゃくんを倒せない。（原案・ネーム構成：あやめゴン太、制作：studioHEADLINE、『ヤンチャンWeb』2024年3月4日 - 連載中）

### 読み切り
- 妄想受信探偵カケル（制作：studioHEADLINE、『月マガ基地』2024年8月2日[2]）

### 書籍
- 『あねとむち』メディアファクトリー〈MFコミックス フラッパーシリーズ〉、2009年3月発行、ISBN 978-4-840125437
- 『数学ガール フェルマーの最終定理』、原作：結城浩、メディアファクトリー〈MFコミックス フラッパーシリーズ〉2011年 - 2013年、全3巻
- 『ぼくの妹さん！』双葉社〈アクションコミックス〉、2013年9月発行、ISBN 978-4-575-84285-2
- 『アイドルな彼女とヲタクな僕と』、原作：丸木戸サトシ、秋田書店〈ヤングチャンピオン烈コミックス〉2015年 - 2016年、全3巻
  1. 2015年4月20日発売[5][6]、ISBN 978-4-253-25694-0
  2. 2016年10月20日発売[7]、ISBN 978-4-253-25695-7
  3. 2016年11月18日発売[8]、ISBN 978-4-253-25696-4
- 『女魔王様はゆうしゃくんを倒せない。』、原案・ネーム構成：あやめゴン太、制作：studioHEADLINE、秋田書店〈ヤングチャンピオン・コミックス〉2025年 - 、既刊1巻（2025年3月27日現在）
  1. 2025年3月27日発売[9][10]、ISBN 978-4-253-31323-0